# Тунинген
Тунинген (њем. Tuningen) општина је у њемачкој савезној држави Баден-Виртемберг. Једно је од 20 општинских средишта округа Шварцвалд-Бар. Према процјени из 2010. у општини је живјело 2.875 становника. Посједује регионалну шифру (AGS) 8326061, NUTS (DE136) и LOCODE (DE TUN) код.

## Географски и демографски подаци
Тунинген се налази у савезној држави Баден-Виртемберг у округу Шварцвалд-Бар. Општина се налази на надморској висини од 743 метра. Површина општине износи 15,6 km². У самом мјесту је, према процјени из 2010. године, живјело 2.875 становника. Просјечна густина становништва износи 184 становника/km².